# Plancha de cocina

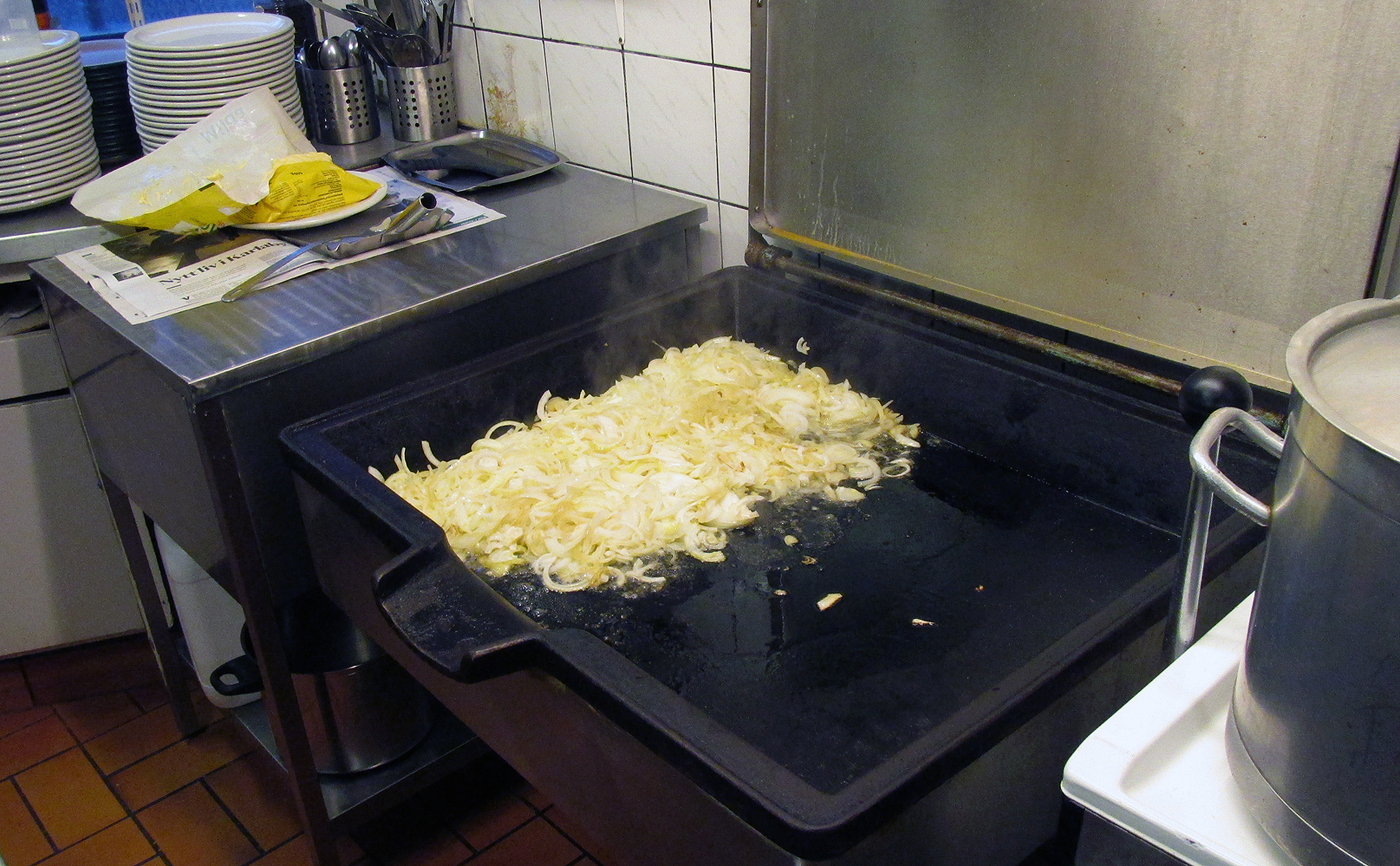
Plancha de cocina en un restaurante, cocinando cebolla cortada.

Una plancha de cocina es un instrumento para cocinar basado en una plancha de metal que se calienta por medio de electricidad, gas, carbón, leña u otros combustibles.
Los alimentos cocinados por esta técnica culinaria suelen recibir el apelativo a la plancha.
Los alimentos puestos sobre la placa de metal reciben el calor y se van cocinando. Esta técnica se emplea con todo tipo de alimentos: carnes, pescados, verduras, masas, etc. Esta técnica se distingue de la parrilla en que los alimentos no tocan el fuego y por lo tanto no reciben los aromas a humo que libera el fuego.[cita requerida]
A diferencia de la fritura, esta técnica de cocina emplea una mínima proporción de lípidos en su preparación (apenas la cantidad necesaria para evitar que los alimentos se adhieran a la misma) y por este motivo los alimentos así preparados tienen un menor contenido calórico. Aun así siempe quedan dorados y en algunos casos ligeramente crujientes.